# 横带针鳍鮗
横带针鳍鮗（学名：Belonepterygion fasciatus）为棘鮗科针鳍鮗属的鱼类。分布于台湾岛等。
它体长可达5公分，居住海洋表面。